# Drea de Matteo
Andrea Donna "Drea" de Matteo, född 19 januari 1972 i Queens i New York, är en amerikansk skådespelerska. Hon har haft stor framgång inom TV-serier, där hon medverkat i bland annat Sopranos som Adriana La Cerva, och som Joey Tribbianis syster Gina i sitcomen Joey. Matteo vann 2004 en Emmy för bästa kvinnliga biroll i dramaserie för sin roll i Sopranos. Samma år blev hon nominerad till en Golden Globe för samma roll. Hon har även medverkat i filmen Swordfish och i TV-serien Desperate Housewives som hemmafrun Angie Bolen. I TV-serien Sons of Anarchy spelade hon Jax Tellers före detta flickvän och mor till hans första barn.

## Biografi

### Uppväxt
De Matteo, en italiensk-amerikanska, föddes som Andrea Donna de Matteo i Queens, New York. Hennes mamma, Donna, är en dramatiker och lärare inom ämnet, och hennes far, Albert A. De Matteo, var en möbeltillverkare och VD för Avery Boardman and Carlyle. Hon växte upp i en katolsk familj.

### Karriär
Efter examen från Loyola School, studerade hon på New York Universitys Tisch School of the Arts, ursprungligen i hopp om att bli regissör, inte en skådespelerska. De Matteos roll i Sopranos var en av hennes tidigaste, och hjälpte till att lansera hennes karriär. Hon har medverkat i flera filmer som Swordfish, Deuces Wild, The Perfect You, Prey Rock & Roll och en remake av John Carpenters actionfilm från 1976 Attack mot polisstation 13. Hon hade huvudrollen i Abel Ferraras R Xmas för vilken hon fick några mycket positiva recensioner.
År 2004 vann de Matteo en Emmy för bästa kvinnliga biroll (Drama) för sin roll som Adriana i Sopranos (säsong 5) och blev även nominerad till en Golden Globe samma år för samma roll. Hon blev rankad som nummer 42 och 56 på Maxims lista på 100 snyggaste kvinnor 2001 och 2002, respektive.
Från 2004 till 2006 porträtterade de Matteo Joey Tribbianis syster Gina i Vänners spinoff Joey. Serien lades ner efter två säsonger.
De Matteo spelade rollen som Wendy Case i FX-serien Sons of Anarchy. Pilot avsnittet sändes 3 september 2008 och De Matteo fortsatte att göra regelbundna framträdanden i serien fram till den sjätte säsongen. Hon befordrades till en huvudroll inför den sjunde och sista säsongen serien.
Hon spelade Angie Bolen, mor i familjen Bolen, i säsong 6 av ABC:s TV-serie Desperate Housewives. Hon lämnade serien i  finalen av säsong 6 2010 på grund av personliga skäl.
De Matteo spelade styvmor till Steve Wilde, som är huvudpersonen i FOX-komedin Running Wilde. Hon dök upp i det 9:e avsnittet av säsong 1 av serien.

## Privatliv, andra aktiviteter
De Matteo har varit förlovad med sångaren Shooter Jennings,  som hon har två barn med, dottern Alabama Gypsyrose Jennings (född november 2007) och sonen Waylon Albert "Blackjack" Jennings (född april 2011). Jennings och de Matteo avslutade förhållandet utan att gifta sig.
Mellan 1997 och 2004 ägde hon klädaffären Filth Mart 2023 startade hon ett konto på betalsajten Onlyfans, som ett sätt att dryga ut sina inkomster.

## Filmografi

### Filmer
| År   | Titel                  | Roll           | Notering                                                                                          |
| ---- | ---------------------- | -------------- | ------------------------------------------------------------------------------------------------- |
| 1996 | 'M' Word               | Okänt          |                                                                                                   |
| 1999 | Meet Prince Charming   | Hilary Harris  |                                                                                                   |
| 2000 | Sleepwalk              | Henrieta       |                                                                                                   |
| 2001 | Made                   | Tjej på klubb  | Okrediterad                                                                                       |
| 2001 | Swordfish              | Melissa        |                                                                                                   |
| 2001 | 'R Xmas                | Frun           | New York International Independent Film and Video Festival Award för bästa kvinnliga skådespelare |
| 2002 | Deuces Wild            | Betsy          |                                                                                                   |
| 2002 | The Perfect You        | Dee            |                                                                                                   |
| 2003 | Prey for Rock & Roll   | Tracey         |                                                                                                   |
| 2003 | Beacon Hill            | Cadet Ramsey   |                                                                                                   |
| 2004 | Love Rome              | Angela         |                                                                                                   |
| 2005 | Callas e Onassis       | okänt          |                                                                                                   |
| 2005 | Assault on Precinct 13 | Iris Ferry     |                                                                                                   |
| 2006 | Walker Payne           | Lou Ann        |                                                                                                   |
| 2006 | Farce of the Penguins  | Ester          | Röst                                                                                              |
| 2007 | The Good Life          | Dana           |                                                                                                   |
| 2007 | Broken English         | Audrey Andrews |                                                                                                   |
| 2008 | Lake City              | Hope           |                                                                                                   |
| 2009 | New York, I Love You   | Lyndia         |                                                                                                   |
| 2009 | Once More with Feeling | Lana Gregorio  |                                                                                                   |
| 2013 | Free Ride              | Sandy          |                                                                                                   |
| 2015 | Dark Places            | Krissi Cates   |                                                                                                   |

### Television
| År        | Titel                             | Roll              | Notering |
| --------- | --------------------------------- | ----------------- | --- |
| 1996      | Swift Justice                     | Laurie Tuco       | Avsnitt: Stones |
| 1999–2006 | Sopranos                          | Adriana La Cerva  | 56 avsnitt (1999 – 2006) Primetime Emmy Award för bästa kvinnliga biroll - Drama (2004) Gracie Allen Award för bästa kvinnliga biroll i dramaserie (2004) Screen Actors Guild Award för bästa rollbesättning i dramaserie (1999) Nominerad—Golden Globe Award för bästa kvinnliga biroll – Serie, miniserie TV-film (2004) Nominerad—Screen Actors Guild Award för bästa kvinnliga skådespelare i dramaserie (2004) Nominerad—Screen Actors Guild Award för bästa rollbesättning i dramaserie (2000-2004) |
| 2002      | VH1 Big in 2002 Awards            | Värd              | |
| 2004      | Ellen DeGeneres Show              | Sig själv         | Avsnitt: 24 oktober 2004 |
| 2004      | Hollywood Trash & Tinsel          | Sig själv         | |
| 2004      | The Tonight Show with Jay Leno    | Sig själv         | Avsnitt: 21 september 2004 |
| 2004      | Rocked with Gina Gershon          | Sig själv         | Avsnitt: 14 april 2004 |
| 2004–2006 | Joey                              | Gina Tribbiani    | Huvudroll; 46 avsnitt |
| 2005      | The CMT Music Awards              | Sig själv         | |
| 2005      | The Tony Danza Show               | Sig själv         | Avsnitt: 10 februari 2005 |
| 2005      | The View                          | Sig själv         | Avsnitt: 23 februari 2005 |
| 2005      | Last Call with Carson Daly        | Sig själv         | Avsnitt: 21 mars 2005 |
| 2005      | Live with Regis and Kelly         | Sig själv         | Avsnitt: 27 januari 2005 |
| 2005      | Jimmy Kimmel Live!                | Sig själv         | Avsnitt: 19 januari 2005 |
| 2007      | Aperture                          | Sig själv         | |
| 2007      | The 50 Greatest Television Dramas | Sig själv         | |
| 2007      | Al rojo vivo con María Celeste    | Sig själv         | Avsnitt: 28 maj 2007 |
| 2007      | Making 'Cleaver'                  | Adriana La Cerva  | TV-film |
| 2008–2014 | Sons of Anarchy                   | Wendy Case        | Återkommande roll; 22 avsnitt, Huvudroll; 13 avsnitt |
| 2009–2010 | Desperate Housewives              | Angie Bolen       | Huvudroll; 20 avsnitt |
| 2010      | Fakers                            | Tanners mor       | TV-film |
| 2011      | CSI: Miami                        | Evelyn            | Säsong: 10, avsnitt 7: "Sinner Takes All" |
| 2011      | Law & Order: Special Victims Unit | Sandra Roberts    | Säsong: 12, avsnitt 259: "Pop" |
| 2012      | Californication                   | Holly             | Säsong: 5, avsnitt 7: "Here I Go Again" |
| 2013      | The Mindy Project                 | Kelsey            | Säsong: 1, avsnitt 15: "Mindy's Minute" |
| 2015      | Agents of S.H.I.E.L.D.            | Karla Faye Gideon | |